# Ван Геффен, Маргот
Маргот ван Геффен (нидерл. Margot van Geffen, родилась 23 ноября 1989 года в Тилбурге) — нидерландская хоккеистка на траве, полузащитница клуба «Хертогенбос» и сборной Нидерландов, чемпионка летних Олимпийских игр 2012 года, чемпионка мира 2014 года, чемпионка Европы 2011, 2017 и 2019 годов, победительница Трофея чемпионов-2011.

## Спортивная карьера
Выступала с 2008 по 2010 годы за клуб «Форвард», в 2010 году перешла в «Роттердам». В настоящее время играет за «Хертогенбос». В сборной с 2011 года, в дебютный для себя год выиграла чемпионат Европы и Трофей чемпионов. В сборной также выиграла Олимпиаду-2012 в Лондоне, за что была награждена орденом Оранских-Нассау. В её активе всего три победы на чемпионате Европы, а также победа на чемпионате мира 2014 года и три победы на Трофее чемпионов.